# Luxi (Honghe)
Luxi (chinesisch 泸西县, Pinyin Lúxī Xiàn)  ist ein Kreis des Autonomen Bezirks Honghe der Hani und Yi im Süden der chinesischen Provinz Yunnan. Er hat eine Fläche von 1.647 Quadratkilometern und zählt 389.138 Einwohner (Stand: Zensus 2020).

## Administrative Gliederung
Auf Gemeindeebene setzt sich der Kreis aus zwei Großgemeinden und sechs Gemeinden zusammen. Diese sind:
- Großgemeinde Zhongshu 中枢镇
- Großgemeinde Jiucheng 旧城镇

- Gemeinde Xiangyang 向阳乡
- Gemeinde Santang 三塘乡
- Gemeinde Yongning 永宁乡
- Gemeinde Wujiepu 午街铺乡
- Gemeinde Jinma 金马乡
- Gemeinde Baishui 白水乡